# Боно Бенић
Боно Бенић (Чатићи код Какња, Османско царство 1708 — Краљева Сутјеска, Османско царство, 27. март 1785), римокатолички фрањевац, провинцијал Босне Сребрене, летописац.
Као десетогодишњак ступио је у манастир фрањевачког реда у Краљевој Сутјесци, у којему је стекао основно и средњошколско образовање. Филозофско-теолошки факултет завршио је у Италији (Кремона). Занимао се за хрватску народну и црквену историју.
Дела:
- (1777)
- Љетопис сутјешкога самостана (1979. објављено)